# Sebastião Madeira
Sebastião Torres Madeira, ou simplesmente Sebastião Madeira, (São Domingos do Maranhão, 29 de dezembro de 1949) é um médico e político brasileiro filiado ao Partido da Social Democracia Brasileira (PSDB).

## Dados biográficos
Filho de Luís Antônio Madeira e Elisabete Torres Madeira. Médico formado em 1976 na Universidade Federal do Ceará e dono de pós-graduação no Instituto de Urologia e Nefrologia da Universidade Federal do Rio de Janeiro em 1979, retornou a Imperatriz onde estabeleceu consultório e foi presidente da Associação Médica da cidade por dois anos a partir de 1987. Cumprido o seu mandato na entidade de classe filiou-se ao PSDB em 1989 e quadriênio seguinte foi eleito presidente do diretório municipal de Imperatriz e depois presidente do diretório estadual maranhense.
Eleito deputado federal em 1994, 1998, 2002 e 2006, perdeu a eleição para prefeito de Imperatriz em 1996, mas renunciou ao mandato parlamentar em favor de Zé Vieira após eleger-se prefeito do município em 2008 sendo reeleito em 2012.
Foi candidato a deputado federal em 2018 e a prefeito de Imperatriz em 2020, mas não obteve êxito.
Foi presidente da Gasmar entre outubro de 2021 e abril 2022, quando foi então nomeado secretário estadual da Casa Civil.